# Nilsen Brothers
De Nilsen Brothers zijn een Duits schlagertrio, bestaande uit de leden Josef 'Pepe' Ederer, Marco Ettisberger en Ralph Cottiati.

## Carrière
De oorspronkelijke Nilsen Brothers Pepe Ederer (1932), Gerd Gudera (1933) en Walter Leykauf (1942) kwamen uit een dorp in Oberpfalz. Ze traden op als amateurzangers op kleine en grote evenementen en wonnen ook een talentenwedstrijd van de Bayerischer Rundfunk. Vervolgens werden ze uitgenodigd in de tv-show Toi, Toi, Toi, gepresenteerd door Peter Frankenfeld. Na een optreden in Hamburg kregen ze diverse aanbiedingen van platenlabels, maar uiteindelijk werd het het Keulse label Electrola. Hun eerste Duitstalige single Tom Dooley werd in de herfst van 1958 geproduceerd met een notering in december in de Duitse hitparaden, waar ze doordrongen tot de 1e plaats. Ze waren ook vertegenwoordigd in de automatenmarkt-hitlijst met een notering van 36 weken, het jeugdblad Bravo noteerde het nummer 28 weken in zijn hitlijst Musicbox vanaf december 1958 tot juli 1959, waarvan twaalfmaal op nummer 1. Het nummer werd ook gezongen in de filmkomedie Immer die Mädchen.
Tot 1961 werden 10 singles opgenomen bij Electrola, waaronder ook nummers met Boy Berger en Angèla Durand. De titel Die Cowboys von der Silver Ranch, samen met Angèle Durand, belandde in de hitparade (1960, 2e plaats). Verdere hitparade-successen waren Tom Dooley II (1960, 40e plaats), Sacramento (1961, 22e plaats) en Stielaugen-Tango (1962, 50e plaats). De door Ederer gecomponeerde titel Aber dich gibt's nur einmal für mich kwam slechts in Oostenrijk in de hitlijst (1967, 9e plaats). Na het verlopen van het contract bij Electrola kwamen er slechts korte verbintenissen bij de labels Ariola, Decca Records en Philips. Pas in 1965 kregen ze bij het Duisburgse label Populär een langdurig contract, goed voor meer dan tien single-produkties. Daarnaast werkten ze ook mee in verschillende films.
In 1969 vestigden de Nilsen Brothers zich in Zwitserland. Nadat Ederer in 1970 gestart was met het publiceren van soloplaten als zowel componist als producent en ook Leykauf zijn eigen weg onder het zanger-pseudoniem Patrizius gegaan was, verdween het trio uit de openbaarheid en startte in plaats daarvan een productiefirma. In 1975 werd Leykauf vervangen door Marc Holder. Latere comebackpogingen liepen op niets uit. In 2005 publiceerde het trio een cd met de titel Vergiss nie deine Träume, waarop nieuwe versies van Aber dich gibt's nur einmal für mich en Mein Schatz, ich hab' dich heut noch lieb te vinden zijn.

## Discografie

### Singles (vinyl)
- 1958: Tom Dooley / Wenn
- 1959: Zu jung (& Boy Berger) / (Boy Berger: Sag nicht Good Bye)
- 1959: Tausend Sterne leuchten / Wer weiß wohin der Wind uns weht
- 1959: Fanagalo / Alle Wege führen nach Haus
- 1959: Tom Dooley II / In Tijuana fielen wir herein
- 1960: Linda / Einer kam durch
- 1960: Joe Brown, der Clown / El Matador
- 1960: Die Cowboys von der Silver Ranch (& A.Durand)
- 1961: Unabhängigkeits Cha Cha / Halt das Kängeru fest
- 1961: Sweetheart / Sacramento
- 1961: Stielaugen-Tango / Keiner kannte ihren Namen
- 1962: Drei Rosen, drei Nelken, drei Orchideen / Schießbuden Polka
- 1979: Warum bin ich nicht geblieben / Gaby wohnt nicht mehr bei mir
- 1982: Heute lieb ich noch den Whisky / Eine Liebe stirbt nicht an einem Tag
- 1963: John Kerry / Brownie
- 1964: Rimini-Bikini-Baby / Der rote Vino
- 1965: Aber dich gibt´s nur einmal für mich / Weißt du warum
- 1968: Meine Liebe - meine Treue / Maria, Maria
- 1968: Bring mir Glück, Schornsteinfeger / Aber dich darf ich niemals verlieren
- 1968: Der Hauptgewinn / Man kann nicht alles haben
- 1971: Das schönste Mädchen / Der alte Zigeuner
- 1972: Meine Liebe zu dir / Einmal wirst du wieder bei mir sein
- ####: Zwei Guitarren - eine Sweetheart Melodie
- ####: Es ist nie zu spät / Ohne dich
- ####: Hippie-Melodie / Rosen kann man kaufen
- ####: 13 grüne Bänke / Zeit ist Geld
- ####: Hazy Honey / Der schönste Tag
- ####: Ein Tag an dem ich wieder bei dir bin / Eine Träne bleibt hier

### Albums (vinyl)
- 1970: So wunderschön ist diese Welt
- 1978: Aber dich gibts nur einmal für mich

- Gemeinsame Normdatei: 10278528-4
- International Standard Name Identifier: 0000 0000 8844 3316
- MusicBrainz: d246a123-669b-4de2-ace7-6bcd9591c2f5